# Ракс

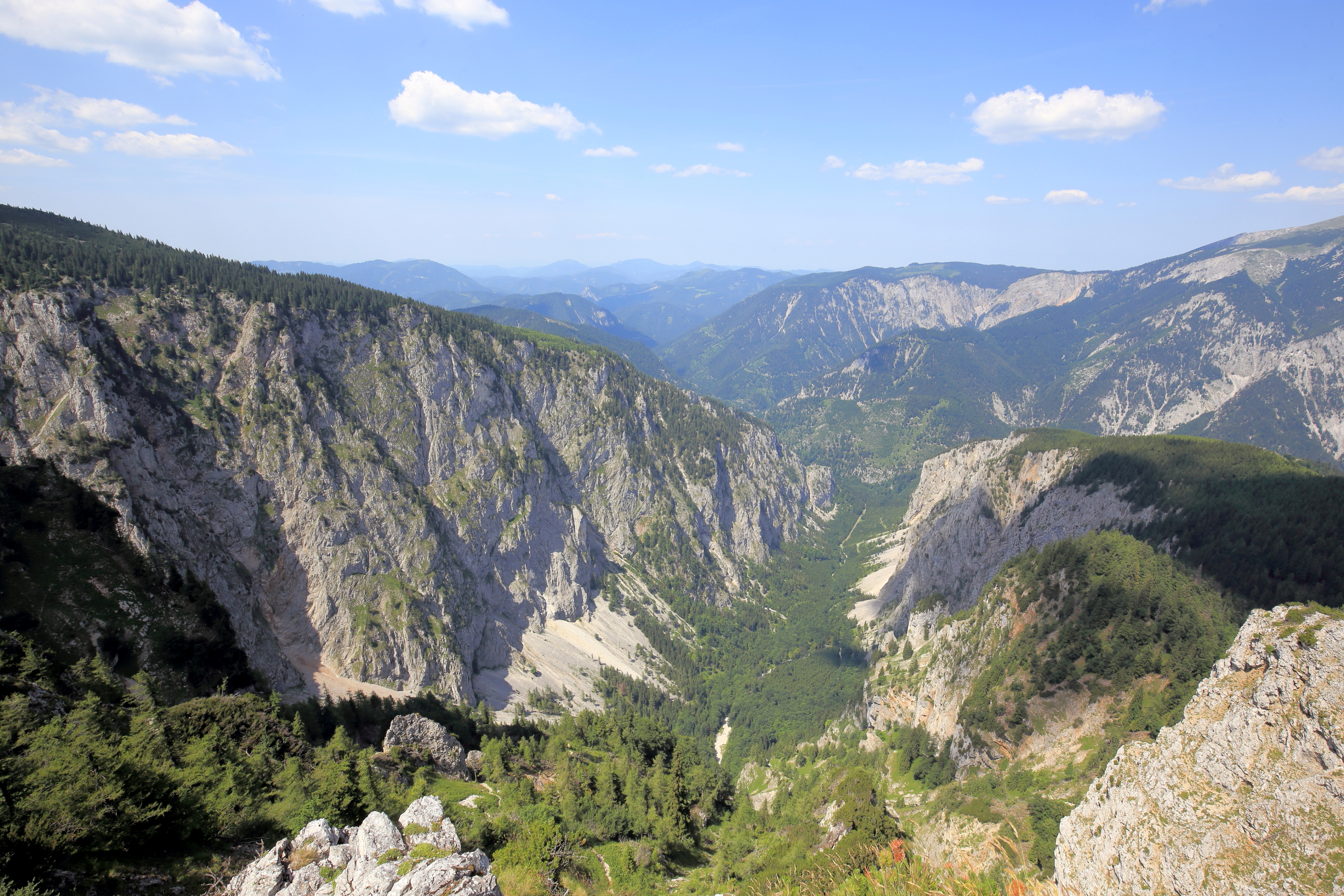
Долина Хёлленталь (Адская долина)

Ракс (нем. Rax) — горный массив, расположенный в Австрии на границе земель Штирия и Нижняя Австрия относится к системе Северных Известняковых Альп. Наивысшая точка — пик Хойкуппе (Heukuppe), 2007 м.
Ракс вместе с расположенным рядом массивом Шнееберг являются традиционными альпинистским курортом, их даже называют «Венские домашние горы» (Wiener Hausberge). Эти два массива разделены глубокой долиной Хёлленталь (Höllental — адская долина).
На обширное плато массива (высота 1500 м) можно попасть с помощью первой в Австрии канатной дороги Raxseilbahn (начало строительства — 1925 год), которая находится на северо-восточном склоне массива в коммуне Райхенау-ан-дер-Ракс. По крутым склонам плато проложены альпинистские маршруты различных категорий сложности. Множество альпийских хижин, в которых можно остановиться, были возведены в конце XIX и начале XX века и в настоящее время поддерживаются несколькими австрийскими альпклубами.
На пике Хойкуппе в 1926 году был возведён памятник героям Первой мировой войны, а в 1956 году к нему добавили памятную надпись о погибших на Второй мировой войне.
Несмотря на довольно большое удаление, Ракс служит одним из источников питьевой воды для Вены.